# Copa de la Liga
Die Copa de la Liga (dt.: Ligapokal) war ein spanischer Fußballwettbewerb für Vereinsmannschaften, der zwischen 1983 und 1986 ausgetragen wurde.

## Format
Teilnahmeberechtigt waren die Teams der Primera División sowie ab 1984 insgesamt vier Qualifikanten aus der Segunda División, Segunda División B und Tercera División. Der Titel wurde im Play-off-Modus mit Hin- und Rückspiel ausgetragen. Die Auswärtstorregel fand keine Anwendung. Der Sieger der Copa de la Liga erhielt einen Startplatz im UEFA-Pokal.
1986 einigten sich die Klubs darauf, den Wettbewerb aufgrund des dicht gedrängten Kalenders wieder abzuschaffen.

## Die Endspiele im Überblick
| Jahr | Sieger          | Ergebnis  | Finalist        |
| ---- | --------------- | --------- | --------------- |
| 1983 | FC Barcelona    | 2:2 / 2:1 | Real Madrid     |
| 1984 | Real Valladolid | 0:0 / 3:0 | Atlético Madrid |
| 1985 | Real Madrid     | 2:3 / 2:0 | Atlético Madrid |
| 1986 | FC Barcelona    | 0:1 / 2:0 | Betis Sevilla   |

## Rekordspieler
| Rang | Nat.       | Spieler             | Verein(e) / Spiele | Spiele |
| ---- | ---------- | ------------------- | ------------------ | ------ |
| 1    | Spanien    | Jesús Landáburu     | Atlético Madrid    | 31     |
| 2    | Spanien    | Juan Carlos Arteche | Atlético Madrid    | 28     |
|      | Spanien    | Miguel Ángel Ruiz   | Atlético Madrid    | 28     |
| 4    | Mexiko     | Hugo Sánchez        | Atlético Madrid    | 26     |
|      | Spanien    | Quique Ramos        | Atlético Madrid    | 26     |
| 6    | Tschechien | Mirko Votava        | Atlético Madrid    | 25     |
|      | Spanien    | Roberto Marina      | Atlético Madrid    | 25     |
|      | Spanien    | Julio Prieto        | Atlético Madrid    | 25     |
| 9    | Spanien    | Juan José Rubio     | Atlético Madrid    | 22     |
|      | Spanien    | Tente Sánchez       | FC Barcelona       | 22     |

## Rekordtorschützen
| Rang | Nat.       | Spieler               | Verein(e) / Tore                        | Tore (Spiele) |
| ---- | ---------- | --------------------- | --------------------------------------- | ------------- |
| 1    | Mexiko     | Hugo Sánchez          | Atlético Madrid                         | 14 (26)       |
| 2    | Paraguay   | Raúl Vicente Amarilla | Real Saragossa (9), FC Barcelona (4)    | 13 (18)       |
| 3    | Spanien    | Pedro Uralde          | Real Sociedad                           | 09 (15)       |
| 4    | Spanien    | Roberto Marina        | Atlético Madrid                         | 09 (25)       |
| 5    | Spanien    | Santillana            | Real Madrid                             | 08 (12)       |
| 6    | Frankreich | Michel Pineda         | Español Barcelona                       | 07 (11)       |
| 7    | Spanien    | Paco Machín           | Betis Sevilla (5), Racing Santander (2) | 07 (14)       |
| 8    | Danemark   | John Lauridsen        | Español Barcelona                       | 07 (15)       |
| 9    | Spanien    | Juan Carlos Arteche   | Atlético Madrid                         | 07 (28)       |